# Nemopistha eretmoptera
Nemopistha eretmoptera är en insektsart som beskrevs av Luisa Eugenia Navas 1911. Nemopistha eretmoptera ingår i släktet Nemopistha och familjen Nemopteridae. Inga underarter finns listade i Catalogue of Life.